# Apoplessia pituitaria
L'apoplessia pituitaria (o apoplessia ipofisaria) è un infarto o una emorragia dell'ipofisi in presenza di un adenoma pituitario. Il sintomo iniziale più comune è un improvviso mal di testa, spesso associato a un rapido peggioramento del campo visivo e visione doppia causati dalla compressione dei nervi che decorrono in prossimità della ghiandola. In seguito, in molti casi, si presentano sintomi acuti causati dalla mancanza di secrezione di ormoni essenziali, prevalentemente insufficienza surrenalica.
La diagnosi viene fatta attraverso l'imaging a risonanza magnetica. Lo studio della tomografia computerizzata del cranio e l'analisi del liquido cerebrospinale possono dare risultati negativi. Il trattamento consiste nella correzione tempestiva delle carenze ormonali e, in molti casi, è richiesta una decompressione chirurgica. Molte persone che hanno avuto un'apoplessia pituitaria sviluppano deficit degli ormoni ipofisari e richiedono la somministrazione di terapia ormonale sostitutiva a lungo termine. Il primo caso registrato della malattia risale al 1898.

## Epidemiologia e storia
La descrizione del primo caso di apoplessia pituitaria è stato attribuito al neurologo americano Pearce Bailey nel 1898. L'approccio chirurgico è stato descritto nel 1925.
L'apoplessia pituitaria è rara. Anche nelle persone con un tumore pituitario noto, solo lo 0,6%-10% presenta l'apoplessia. Il rischio è maggiore nei tumori di grandi dimensioni. Sulla base di estrapolazioni di dati esistenti, ci si aspetterebbero 18 casi di apoplessia pituitaria per un milione di persone ogni anno; la cifra reale è probabilmente inferiore.
L'età media di insorgenza è di 50 anni, casi sono stati segnalati in individui tra i 15 e i 90 anni. Gli uomini sono colpiti più frequentemente rispetto alle donne, con un rapporto maschio/femmina di 1,6.
Prima dell'introduzione dell'utilizzo di steroidi, la mortalità da apoplessia pituitaria era approssimativamente del 50%.

## Eziologia
Quasi tutti i casi di apoplessia pituitaria nascono da un adenoma ipofisario, un tumore benigno della ghiandola pituitaria. Nell'80% dei casi, il paziente è a conoscenza di avere questa condizione. In precedenza si pensava che particolari tipi di tumori pituitari fossero più inclini a portare ad apoplessia rispetto ad altri, ma ciò non è stato confermato. In termini assoluti, solo una piccola parte dei tumori ipofisari alla fine determinano un colpo apoplettico. In una meta-analisi sui tumori pituitari, la condizione di apoplessia si è verificata con una prevalenza dello 0,2% annuo, e il rischio era più alto nei tumori di dimensioni superiori a 10 mm ("macroadenomi") e in tumori che crescevano più rapidamente; tuttavia, non tutte queste correlazioni hanno raggiunto la significatività statistica.
La maggior parte dei casi (60-80%) non sono correlati ad una causa particolare. Un quarto dei pazienti presenta una storia di ipertensione, ma questo è un problema comune nella popolazione generale, e non è chiaro se ciò aumenti significativamente il rischio di un colpo apoplettico. Un certo numero di casi è stato riportato in associazione con particolari condizioni e situazioni, ma non è certo se esse siano la causa. Tra le associazioni riportate vi sono la chirurgia (bypass dell'arteria coronarica in particolare), disturbi della coagulazione del sangue o assunzione di un farmaco che inibisce la coagulazione, trattamenti radioterapici alla ghiandola, un trauma cranico, la gravidanza (durante la quale si assiste a un'ipertrofia dell'ipofisi) e il trattamento con estrogeni. Test di stimolazione ormonale pituitaria sono stati utilizzati per provocare episodi. Il trattamento di prolattinomi (adenomi ipofisari che secernono prolattina) con i farmaci agonisti della dopamina, così come la sospensione di tale terapia, sono stati correlati con l'apoplessia.

## Clinica

### Sintomi acuti
| Manifestazione clinica      | Percentuale |
| --------------------------- | ----------- |
| Mal di testa                | 90%-100%    |
| Nausea, vomito              | 40%-80%     |
| Diminuzione della vista     | 45%-90%     |
| Difetti del campo visivo    | 40%-75%     |
| Oftalmoplegia               | 50%-80%     |
| Stato di coscienza alterato | 5%-40%      |
| Febbre                      | 10%-25%     |
| Segni meningei              | 5%-15%      |

Emergenza dei nervi cranici. La compressione di alcuni di essi, a causa dell'apoplessia pituitaria, provoca alcuni sintomi.

I sintomi iniziali di apoplessia pituitaria sono legati alla maggiore pressione interna e esterna alla ghiandola pituitaria. Il sintomo più comune, in oltre il 95% dei casi, è l'esordio improvviso di mal di testa situato dietro gli occhi o intorno alle tempie. Esso è spesso associato a nausea e vomito. Talvolta, la presenza di sangue comporta un'irritazione delle meningi che rivestono il cervello, che può manifestarsi con rigidità del collo e intolleranza alla luce intensa, nonché con una diminuzione del livello di coscienza. Ciò si verifica nel 24% dei casi.
La pressione sulla parte del nervo ottico, noto come chiasma, che si trova sopra la ghiandola, può portare all'emianopsia bitemporale, ovvero alla perdita della vista sul lato esterno del campo visivo di entrambi i lati, corrispondenti alle aree della retina servite da questo fibre nervose. Ciò si riscontra nel 75% dei casi. L'acuità visiva è ridotta a metà, e oltre il 60% dei casi presenta un difetto del campo visivo. La perdita visiva dipende da quale parte del nervo è colpita. Se la parte del nervo tra l'occhio e il chiasma viene compressa, il risultato è la perdita della vista da un occhio. Se è invece interessata porzione posteriore al chiasma, si verifica la perdita su un lato del campo visivo.
Adiacente alla ghiandola pituitaria, si trova una parte della base cranica nota come seno cavernoso, che contiene una serie di nervi che controllano i muscoli oculari. La compressione di uno di questi nervi è la causa del 70% dei problemi alla vista degli affetti da apoplessia pituitaria. In metà di questi casi, il nervo oculomotore (il terzo nervo cranico), che controlla un certo numero di muscoli oculari, è interessato. Il seno cavernoso contiene anche l'arteria carotide, che fornisce il sangue al cervello, la cui compressione può portare a debolezza muscolare unilaterale e altri sintomi di tipici dell'ictus.
| Sintomo della compressione                  | Strutture compresse               | Direzione di espansione del tumore |
| ------------------------------------------- | --------------------------------- | ---------------------------------- |
| Difetti del campo visivo, cecità            | Percorsi ottici                   | Verso l'alto                       |
| Disfunzione autonomica                      | ipotalamo                         | Verso l'alto                       |
| Anosmia, Iposmia                            | Nervo olfattivo                   | Verso l'alto                       |
| Epistassi, rinorrea cerebrospinale          | Seno sfenoidale                   | Verso il basso                     |
| Proptosi, edema palpebrale                  | Seno cavernoso                    | Laterale                           |
| Emiplegia, alterazione del sensorio         | Arteria carotide interna          | Laterale                           |
| Ptosi, difetto pupillare, oftalmoplegia     | Nervo trocleare e nervo abducente | Laterale                           |
| Dolore facciale, insensibilità della cornea | Nervo trigemino                   | Laterale                           |

### Disfunzione endocrina
| Disfunzione endocrina              | Percentuale |
| ---------------------------------- | ----------- |
| Ipopituitarismo                    | 45%-80%     |
| Insufficienza surrenalica          | 60%-75%     |
| Ipotiroidismo                      | 50%-80%     |
| Ipogonadismo                       | 40%-80%     |
| Deficit dell'ormone della crescita | 90%         |
| Diabete insipido                   | 5%-20%      |
| Iponatriemia                       | 40%         |

La ghiandola pituitaria si compone di due parti: anteriore e posteriore. Entrambe le parti rilasciano ormoni che controllano numerosi altri organi. Nell'apoplessia pituitaria, il problema principale iniziale è una mancanza di secrezione dell'ormone adrenocorticotropo (ACTH, corticotropina), che stimola la secrezione di cortisolo da parte della ghiandola surrenale. Ciò si verifica nel 70% dei pazienti colpiti da apoplessia pituitaria. La mancanza improvvisa di cortisolo nel corpo porta ad una costellazione di sintomi chiamati "crisi surrenale" o "crisi di Addison" (dopo una complicazione della malattia di Addison, la causa principale della disfunzione surrenale e dei bassi livelli di cortisolo). I problemi principali sono la pressione sanguigna bassa (in particolare in posizione eretta), bassi livelli di zucchero nel sangue (che possono portare al coma) e dolore addominale. L'ipotensione può essere letale e richiede cure mediche immediate.
L'iponatriemia, un livello insolitamente basso di sodio nel sangue che può causare confusione e convulsioni, si riscontra nel 40% dei casi. Ciò può essere causato da livelli di cortisolo bassi o dal rilascio inappropriato dell'ormone antidiuretico (ADH) dalla parte posteriore della ghiandola pituitaria. Diverse altre carenze ormonali possono svilupparsi nella fase subacuta: il 50% ha un deficit di ormone stimolante della tiroide (TSH), che comporta sintomi caratteristici dell'ipotiroidismo quali stanchezza, aumento di peso, intolleranza al freddo; il 75% sviluppa un deficit di gonadotropine (LH e FSH) che controllano le ghiandole ormonali riproduttive portando ad una interruzione del ciclo mestruale, infertilità e diminuzione della libido.

## Diagnosi

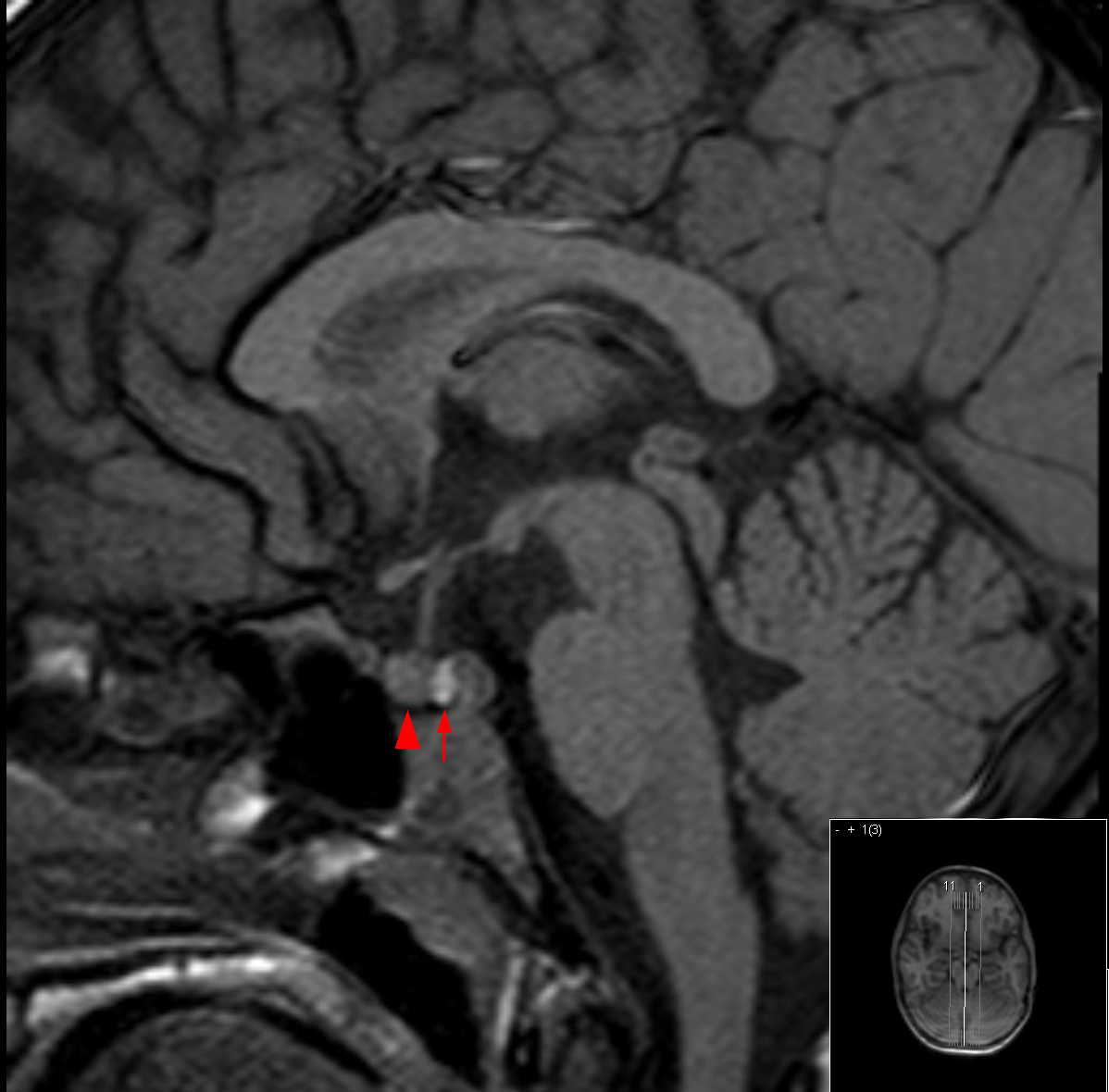
Normale ghiandola pituitaria vista tramite imaging a risonanza magnetica (sagittale T1 senza mezzo di contrasto). La freccia indica la pituitaria posteriore (segnale intenso) e la punta della freccia la pituitaria anteriore.

L'esame di elezione per la diagnosi di apoplessia pituitaria è la risonanza magnetica, che ha una sensibilità di oltre il 90% per la rilevazione di tale patologia e può dimostrare l'ischemia (danni ai tessuti a causa di un ridotto apporto di sangue) o l'emorragia. Sequenze diverse di risonanza magnetica possono essere utilizzate per stabilire quando si è verificato l'evento e la forma predominante del danno (emorragia o ischemia). Se la risonanza magnetica non è indicata (ad esempio se il paziente è fortemente claustrofobico o ha impianti contenenti metallo), la tomografia computerizzata può dimostrare anomalie nella ghiandola pituitaria, anche se è meno affidabile. Molti tumori ipofisari (25%) si trovano grazie all'individuazione, alla risonanza, di aree di infarto emorragico, ma l'apoplessia non è diagnosticabile se non è anche accompagnata da sintomi.
In alcuni casi, la puntura lombare può essere richiesta se vi è un sospetto che i sintomi possono essere causati da altri problemi (meningite o emorragia subaracnoidea). Questo permette l'esame del liquido cerebrospinale che avvolge il cervello e il midollo spinale, il cui campione è ottenuto grazie ad un ago inserito attraverso colonna vertebrale (a livello lombare) sotto anestesia locale. Nell'apoplessia pituitaria i valori sono in genere normali, anche se anomalie possono essere rilevate se il sangue uscito dall'ipofisi è entrato nello spazio subaracnoideo. Se vi è dubbio residuo circa la possibilità di emorragia subaracnoidea, un angiogramma a risonanza magnetica (con mezzo di contrasto) può essere richiesto per identificare gli aneurismi dei vasi sanguigni del cervello che rappresentano la causa più comune di emorragia subaracnoidea.
Linee guida raccomandano che, se viene sospettata o confermata l'apoplessia pituitaria, debbano essere eseguiti gli esami del sangue, includendo: esame emocromocitometrico completo, urea (una misura della funzionalità renale, generalmente eseguita insieme alla creatinina), elettroliti (sodio e potassio), test di funzionalità epatica, test di routine della coagulazione. Devono essere inoltre identificati i valori dell'ormone della crescita, della prolattina, dell'ormone luteinizzante, dell'ormone follicolo-stimolante, dell'ormone tireostimolante, degli ormoni tiroidei e sia il testosterone negli uomini che l'estradiolo nelle donne.
Un test del campo visivo viene raccomandato il più presto possibile dopo la diagnosi. Quando viene quantificato il coinvolgimento del nervo ottico, si può decidere circa la possibilità di un trattamento chirurgico.

### Diagnosi differenziale
Vi sono una serie di condizioni mediche che possono essere diagnosticate erroneamente come apoplessia della ghiandola pituitaria. Tra le principali la meningite e l'emorragia subaracnoidea (dovuta alla rottura di un aneurisma intracranico).
L'improvvisa comparsa di cefalea, la paralisi oculare e le alterazioni dello stato mentale, sono i sintomi che più spesso fanno somigliare l'apoplessia pituitaria alla rottura di un aneurisma intracranico, anche se essi tendono a svilupparsi più rapidamente in quest'ultimo caso. L'esame clinico è perciò, da solo, insufficiente a formulare una corretta diagnosi.
Altre patologie che si inseriscono nella diagnosi differenziale possono essere: l'encefalopatia ipertensiva, cisti o ascesso cerebrale, stenosi dell'arteria basilare, encefalite, neurite ottica, arterite temporale, trombosi del seno cavernoso, emicrania oftalmoplegica e la presenza di una emorragia intracerebrale.

## Trattamento
La prima priorità, quando viene sospettata o confermata l'apoplessia pituitaria, è la stabilizzazione del sistema circolatorio. La carenza di cortisolo può provocare una grave ipotensione. A seconda della gravità della malattia, un ricovero in una unità di terapia intensiva può rendersi necessario.
Il trattamento per l'insufficienza surrenalica acuta richiede la somministrazione endovenosa di soluzione salina o soluzione di destrosio, con volumi di oltre due litri per un adulto. Ciò è seguito dalla somministrazione di idrocortisone, che è un farmaco sostitutivo del cortisolo, per via endovenosa o intramuscolare. Il desametasone ha proprietà simili, ma il suo uso non è raccomandato a meno che esso non sia necessario per ridurre l'edema cerebrale intorno alla zona di emorragia. Alcuni pazienti non richiedono l'immediata somministrazione di cortisolo: in questo caso, i livelli ematici di cortisolo sono determinati alle 9:00 di mattina, in quanto i livelli variano nell'arco della giornata. Un livello inferiore a 550 nmol/l indica la necessità di somministrazione del farmaco.

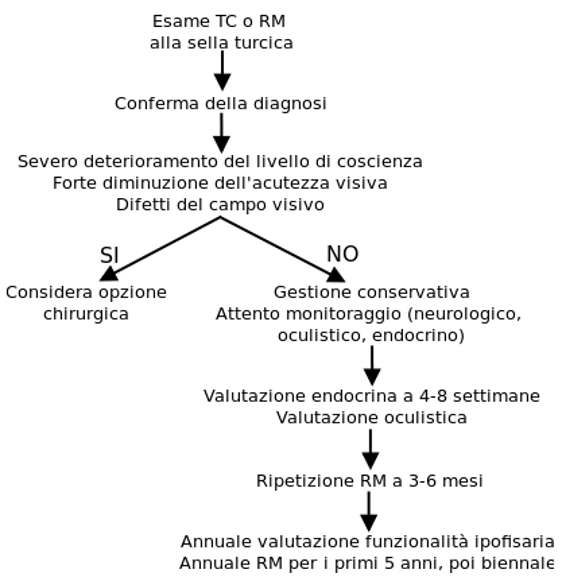
Schema di massima della gestione di un paziente con apoplessia pituitaria. Se non vi è indicazione ad un intervento chirurgico il paziente sarà seguito con un costante piano di follow-up. (Fonte:)

La decisione sull'opportunità di decomprimere chirurgicamente la ghiandola pituitaria è complessa e dipende principalmente dalla gravità della perdita visiva e dei difetti riscontrati nel campo visivo. Se l'acuità visiva è notevolmente ridotta, vi sono importanti difetti del campo visivo, o il livello di coscienza scende costantemente, le linee guida raccomandano l'esecuzione di un intervento chirurgico. Nella maggior parte dei casi, gli interventi sulla ghiandola pituitaria vengono eseguiti attraverso la chirurgia transfenoidale. In questa procedura, gli strumenti chirurgici vengono fatti passare attraverso il naso verso l'osso sfenoide che viene perforato per dare accesso alla cavità che contiene la ghiandola pituitaria. La chirurgia generalmente è la migliore strategia per migliorare la capacità visiva, Maggiori probabilità di successo vi sono se l'intervento viene effettuato entro una settimana dalla comparsa dei sintomi.
I pazienti con una relativamente lieve perdita del campo visivo, possono essere gestiti in modo conservativo, con la stretta osservazione del livello di coscienza, del campo visivo, e con il costante controllo dei risultati degli esami del sangue di routine. In caso di deterioramento, o se il previsto miglioramento non si verifica, l'intervento chirurgico può essere indicato. Se l'apoplessia si verifica in un tumore secernente prolattina, questo può rispondere al trattamento con agonisti della dopamina.
Al termine del trattamento, i pazienti verranno inseriti in un programma di follow-up continuo. Se dopo l'intervento chirurgico alcuni tessuti neoplastici permangono, può essere indicato un ulteriore intervento chirurgico o la radioterapia con un "Gamma Knife".

## Prognosi
In una ampia serie di casi analizzati, la mortalità è stata del 1,6%. Nel gruppo di pazienti in cui è stato necessario l'intervento chirurgico la mortalità è stata del 1,9%.
Dopo un episodio di apoplessia pituitaria, l'80% delle persone sviluppa ipopituitarismo e richiede una qualche forma di terapia ormonale sostitutiva. Il problema più comune è il deficit di ormone della crescita, che spesso non viene trattato; ciò può causare la perdita di massa muscolare e di forza, l'obesità e l'affaticamento. Il 60-80% richiede la somministrazione di idrocortisone (in modo permanente o quando ve ne è la necessità), il 50-60% necessita di sostituti dell'ormone tiroideo e il 60-80% dei pazienti maschi richiede supplementi di testosterone. Infine, il 10-25% sviluppa diabete insipido, che comporta, per la mancanza dell'ormone antidiuretico ipofisario, l'incapacità del rene di concentrare le urine e si manifesta con poliuria. Quest'ultimo problema può essere trattato con il farmaco desmopressina, che può essere applicato come spray nasale o assunto per via orale.

## Follow-up
Dopo il recupero, le persone che hanno sofferto di apoplessia pituitaria richiedono un follow-up continuo. Poiché molti pazienti possono mantenere nel tempo deficit endocrini, ad essi viene solitamente proposto di effettuare una valutazione della funzionalità ipofisaria a 4-8 settimane dopo l'evento, così come una visita oculistica. Questa valutazione dovrebbe essere poi ripetuta annualmente.
Trascorsi 3-6 mesi dall'episodio apoplettico, viene raccomandata l'esecuzione di un esame di risonanza magnetica, da ripetersi annualmente per i primi 5 anni, e che in seguito si può ridurre a frequenza biennale. In ogni caso è fortemente consigliata a tutti i pazienti una visita specialistica, preferibilmente sia endocrinologica che neurochirurgica, da compiersi con cadenza annuale.